# 条叶红景天
条叶红景天（学名：Rhodiola linearifolia）为景天科红景天属的植物。分布在俄罗斯以及中国大陆的新疆等地，生长于海拔3,000米的地区，目前尚未由人工引种栽培。